# Colocao
Colocao è un singolo della cantante argentina Nicki Nicole, pubblicato il 15 maggio 2020 come primo estratto dal secondo album in studio Parte de mí.

## Video musicale
Il video musicale, girato dalla medesima interprete con l'aiuto dei suoi fratelli a Buenos Aires durante la pandemia di COVID-19, è stato reso disponibile il 13 maggio 2020.

## Tracce
Testi e musiche di Nicole Denise Cucco, Facundo Yalve e Gonzalo Julián Conde.
1. Colocao – 2:59

## Formazione
- Nicki Nicole – voce
- Bizarrap – produzione
- Evlay – produzione
- Javier Fracchia – mastering
- Nicolás Cotton – missaggio

## Classifiche
| Classifica (2020) | Posizione massima |
| ----------------- | ----------------- |
| Argentina         | 6                 |
| Spagna            | 48                |